# Olof Fredrik Vahlin
Olof Fredrik Vahlin, född den 22 april 1805 i Falun, död den 12 januari 1862 i Gagnef, var en svensk präst och vitterlekare. Han var far till Valdemar Vahlin.
Vahlin blev student vid Uppsala universitet 1826, prästvigdes 1828 och anställdes samma år som slotts- och hospitalspredikant i Västerås. Han utnämndes 1842 till kyrkoherde i Möklinta socken (Västmanland), vilket pastorat han 1854 utbytte mot Gagnefs och Mockfjärds i Dalarna. På det vittra området uppträdde Vahlin 1832 med ett häfte Sånger i Dalarne, utmärkande sig för fulltonig diktion och en viss poetisk mognad. Svenska akademiens andra pris tillerkändes 1835 Vahlins skaldestycke Bröllopet på Gulleråsen. Han offentliggjorde dessutom dikter i tidskrifter, var flera år trägen medarbetare i Westmanlands läns tidning och utgav 1840 ecklesiastiktidningen Aros.